# Riebelsdorf
Riebelsdorf ist seit dem 31. Dezember 1971 ein Stadtteil von Neukirchen im nordhessischen Schwalm-Eder-Kreis.

## Geographische Lage
Das Dorf liegt wenige Kilometer südöstlich von Ziegenhain am Südrand des Schwalmgrundes an der alten Messestraße von Köln nach Leipzig, heute die Bundesstraße 454. Die Gemarkung umfasst ca. 865 Hektar. Die durch das Dorf fließende Grenff mündet weiter westlich bei der Nachbargemeinde Loshausen in die Schwalm.

## Geschichte

### Ortsgeschichte
Riebelsdorf wurde, soweit bekannt, erstmals im Jahr 1266 in einer Urkunde des Klosters Haina als Rivelstorph urkundlich erwähnt, als Arnold von Rückershausen dem Kloster zur Begleichung seiner Schulden die halbe Mühle und einige Güter im Ort übereignete. In späteren Urkunden erscheint der Ortsname als Rivelisdorph (1267), Reybilsdorf (1305), Rybelsdorf (1331), Ribelsdorf (1343), Riboldisdorf (1364/67), Riebelsdorff (1585) und Ribbelsdorf (1660). Auf einer Landkarte der Grafschaft Ziegenhain 1705–1715 wurde der Ort Rübelsdorf genannt. Neben dem Kloster Haina besaß auch die Abtei Hersfeld erheblichen Grundbesitz in Riebelsdorf; auch das Augustiner-Chorfrauen-Stift Immichenhain erwarb dort Land. Der Ort gehörte zur Grafschaft Ziegenhain und bis etwa 1360/1367 zum Gericht auf den Wasen, dann zum Gericht Neukirchen.
Mit dem Ende der Grafschaft Ziegenhain im Jahre 1450 kam der Ort wie die gesamte Grafschaft an die Landgrafschaft Hessen, blieb verwaltungsmäßig aber beim Amt Neukirchen. Während der Zeit des kurzlebigen Königreichs Westphalen (1807–1813) war das Dorf Teil des Kantons Neukirchen, ehe es mit der Restauration des Kurfürstentums Hessen-Kassel wieder zum Amt Neukirchen kam. Mit der Verwaltungsreform in Hessen-Kassel wurde Riebelsdorf 1821 Teil des neuen Kreises Ziegenhain. Von 1848 bis 1851 gehörte es zum Bezirk Fritzlar, kam mit der Auflösung desselben jedoch wieder zum Kreis Ziegenhain (ab 1939 Landkreis Ziegenhain). Dabei blieb es bis zur Hessischen Gebietsreform von 1974, als der Landkreis Ziegenhain im neu gebildeten Schwalm-Eder-Kreis aufging. Bereits am 31. Dezember 1971 wurde Riebelsdorf in die Stadt Neukirchen eingegliedert.
Im März 1617 vernichtete eine Feuersbrunst innerhalb kurzer Zeit 21 Häuser, 15 Scheunen und einige Ställe mitsamt den gespeicherten Feldfrüchten, fünf Pferden, sowie Rindvieh, Schafen und Schweinen.

### Gefecht am Riebelsdorfer Berg
Im Dreißigjährigen Krieg kam es am 15. November 1640 wenige hundert Meter nordwestlich des Dorfs zu dem blutigen Gefecht am Riebelsdorfer Berg zwischen weimaranischen Truppen unter Oberst Reinhold von Rosen, verstärkt durch ein französisches Bataillon des Herzogs Henri von Orléans-Longueville und das Ziegenhainer Bürgerkorps einerseits und kaiserlichen Truppen unter General Hans Rudolf von Breda andererseits, bei dem die zahlenmäßig überlegenen Kaiserlichen eine Niederlage erlitten und Breda mit 300 seiner Leute das Leben verlor. Der Überlieferung nach wurde Breda durch einen Schuss des Kapitäns Velten (Valentin) Muhly, Metzger und Kommandant der 1539 gegründeten Ziegenhainer Bürgerwehr, die im Frieden die Festungswache versah, getötet.  1843 errichteten Ziegenhainer Bürger an der B 454, an der Stelle, wo Breda fiel, einen Obelisken; an dem Platz, an dem Velten Muhly auf Breda geschossen haben soll, steht seitdem eine schlanke Steinsäule.  Das so genannte Bredaschwert des Generals wird im Rathaus von Ziegenhain aufbewahrt.

### Hessische Gebietsreform
Im Zuge der Gebietsreform in Hessen wurden zum 31. Dezember 1971 die bis dahin selbständigen Gemeinden Asterode, Christerode, Hauptschwenda, Nausis, Riebelsdorf und Rückershausen auf freiwilliger Basis nach Neukirchen eingegliedert. Für die eingegliederten Gemeinden sowie für die Kernstadt Neukirchen wurde je ein Ortsbezirk mit Ortsbeirat und Ortsvorsteher nach der Hessischen Gemeindeordnung gebildet.

### 750 Jahre Riebelsdorf
750 Jahre nach der ersten bekannten urkundlichen Erwähnung 1266 wurde vom 3. bis 5. Juni 2016 der Jahrestag des Dorfes gefeiert. Organisiert vom neu gegründeten Verein „Unser Riebelsdorf e. V.“ entstand ein angemessenes Festprogramm. Am Freitag, 3. Juni 2016, wurde ein Festkommers ausgerichtet, der mit einem Tanz bei musikalischer Untermalung abgerundet wurde. Am Samstag wurde mit der Beatles-Cover-Band Rubber-Soul und Weizensnake getanzt und gefeiert. Höhepunkt des Jubiläumswochenendes bildete ein stehender Festzug am Sonntag, 5. Juni 2016, welcher Tradition und Moderne des Dorfes miteinander in Einklang brachte. Mit über 100 Ausstellern, zwei Bühnen und zahlreichen Essensständen wurden die Besucher auf der Bundesstraße durch Riebelsdorf empfangen. Einer der Höhepunkte des Sonntages stellte das Gefecht am Riebelsdorfer Berg dar. Das Gefecht wurde von der Schützengilde Landau nachgestellt und zog tausende Besucher nach Riebelsdorf.

## Bevölkerung

### Einwohnerstruktur 2011
Nach den Erhebungen des Zensus 2011 lebten am Stichtag, dem 9. Mai 2011, in Riebelsdorf 771 Einwohner. Darunter waren 9 (1,2 %) Ausländer.
Nach dem Lebensalter waren 120 Einwohner unter 18 Jahren, 330 zwischen 18 und 49, 165 zwischen 50 und 64 und 153 Einwohner waren älter. Die Einwohner lebten in 312 Haushalten. Davon waren 87 Singlehaushalte, 87 Paare ohne Kinder und 111 Paare mit Kindern, sowie 24 Alleinerziehende und 3 Wohngemeinschaften. In 69 Haushalten lebten ausschließlich Senioren und in 204 Haushaltungen lebten keine Senioren.

### Einwohnerentwicklung
| Quelle: Historisches Ortslexikon |                                                          |
| • 1502:                          | 27 Männer                                                |
| • 1585:                          | 61 Hausgesesse                                           |
| • 1639:                          | 34 Hausgesesse, zwei Witwer, fünf Witwen                 |
| • 1681:                          | 48 Hausgesesse, sechs Ausschuss, zwei Junggeselle        |
| • 1745:                          | 59 Wohnhäuser (einschließlich Mühlen) mit 321 Einwohnern |

| Riebelsdorf: Einwohnerzahlen von 1834 bis 2020 | Riebelsdorf: Einwohnerzahlen von 1834 bis 2020 | Riebelsdorf: Einwohnerzahlen von 1834 bis 2020 | Riebelsdorf: Einwohnerzahlen von 1834 bis 2020 | Riebelsdorf: Einwohnerzahlen von 1834 bis 2020 |
| --- | ---------------------------------------------- | ---------------------------------------------- | ---------------------------------------------- | ---------------------------------------------- |
| Jahr |                                                |                                                |                                                | Einwohner                                      |
| 1834 | 1834                                           |                                                | 472                                            | 472                                            |
| 1840 | 1840                                           |                                                | 490                                            | 490                                            |
| 1846 | 1846                                           |                                                | 491                                            | 491                                            |
| 1852 | 1852                                           |                                                | 516                                            | 516                                            |
| 1858 | 1858                                           |                                                | 489                                            | 489                                            |
| 1864 | 1864                                           |                                                | 521                                            | 521                                            |
| 1871 | 1871                                           |                                                | 538                                            | 538                                            |
| 1875 | 1875                                           |                                                | 532                                            | 532                                            |
| 1885 | 1885                                           |                                                | 505                                            | 505                                            |
| 1895 | 1895                                           |                                                | 530                                            | 530                                            |
| 1905 | 1905                                           |                                                | 552                                            | 552                                            |
| 1910 | 1910                                           |                                                | 565                                            | 565                                            |
| 1925 | 1925                                           |                                                | 616                                            | 616                                            |
| 1939 | 1939                                           |                                                | 693                                            | 693                                            |
| 1946 | 1946                                           |                                                | 1.026                                          | 1.026                                          |
| 1950 | 1950                                           |                                                | 967                                            | 967                                            |
| 1956 | 1956                                           |                                                | 859                                            | 859                                            |
| 1961 | 1961                                           |                                                | 807                                            | 807                                            |
| 1967 | 1967                                           |                                                | 799                                            | 799                                            |
| 1980 | 1980                                           |                                                | ?                                              | ?                                              |
| 1990 | 1990                                           |                                                | ?                                              | ?                                              |
| 2000 | 2000                                           |                                                | ?                                              | ?                                              |
| 2011 | 2011                                           |                                                | 771                                            | 771                                            |
| 2020 | 2020                                           |                                                | 733                                            | 733                                            |
| Datenquelle: Historisches Gemeindeverzeichnis für Hessen: Die Bevölkerung der Gemeinden 1834 bis 1967. Wiesbaden: Hessisches Statistisches Landesamt, 1968. Weitere Quellen: LAGIS; Stadt Neustadt; Zensus 2011 |                                                |                                                |                                                |                                                |

### Historische Religionszugehörigkeit
| Quelle: Historisches Ortslexikon |                                                                    |
| • 1861:                          | 514 evangelisch-reformierte Einwohner                              |
| • 1885:                          | 503 evangelische (= 99,6 %), 2 katholische (= 0,40 %) Einwohner    |
| • 1961:                          | 719 evangelische (= 89,10 %), 86 katholische (= 10,66 %) Einwohner |

### Historische Erwerbstätigkeit
| • 1745: | 8 Leineweber, 5 Schneider, drei Schmiede, drei Zimmerleute, zwei Wirte (von denen einer unter den Leinewebern aufgeführt), zwei Müller, zwei Schreiner, wovon einer Müller ist, ein Wagner, ein Tagelöhner, 4 Weiber, die sich vom Tagelohnen nähren. 13 vierspännige, 14 dreispännige, 9 zweispännige Ackerländer |
| • 1838  | Familien: 38 Ackerbau, 20 Gewerbe, 27 Tagelohnen |
| • 1961  | Erwerbspersonen: 216 Land- und Forstwirtschaft, 146 produzierendes Gewerbe, 25 Handel und Verkehr, 28 Dienstleistungen und Sonstiges |

## Politik
Für Riebelsdorf besteht ein Ortsbezirk (Gebiete der ehemaligen Gemeinde Riebelsdorf) mit Ortsbeirat und Ortsvorsteher nach der Hessischen Gemeindeordnung. Der Ortsbeirat besteht aus sieben Mitgliedern.
Bei den Kommunalwahlen in Hessen 2021 betrug die Wahlbeteiligung zum Ortsbeirat Riebelsdorf 60,85 %. Alle Kandidaten gehörten der „Gemeinschaftsliste Riebelsdorf“ an. Der Ortsbeirat wählte Marc Blumenauer zum Ortsvorsteher.

## Sehenswürdigkeiten und Kultur
Für die unter Denkmalschutz stehenden Kulturdenkmäler des Ortes siehe die Liste der Kulturdenkmäler in Riebelsdorf.

### Evangelische Kirche
In der Dorfmitte befindet sich die aus dem Mittelalter stammende Kirche inmitten eines ummauerten Kirchhofs mit schönem Portal. Seit der Reformation wird sie von der evangelischen Gemeinde als Gotteshaus genutzt. Der Westturm stammt vom Ende des 15. Jahrhunderts, das Schiff wurde 1799 erneuert, wie die fünfzeilige Bauinschrift über der Supraporte des Südportals belegt. Der mächtige Kirchturm mit dem Eingang sowie der Innenraum des Gotteshauses wurden in den Jahren 1996–1998 aufwendig renoviert. Im Kircheninneren befinden sich schöne Sandsteinarbeiten. An der Südseite des Turmes findet sich außen die Skulptur des thronenden Bischofs Nikolaus, die auf das vorreformatorische Patrozinium der Kirche verweist.

### Vereinsleben
- Angelsportverein Grenfftal Riebelsdorf
- Burschenschaft Riebelsdorf
- Evangelischer Kirchenchor Riebelsdorf
- Evangelischer Posaunenchor Riebelsdorf
- Freiwillige Feuerwehr Riebelsdorf
- Interessengemeinschaft Alteisen Riebelsdorf
- Modell-Flieger-Club Riebelsdorf
- SC Rot-Weiß Riebelsdorf 1959
- Schützenverein Riebelsdorf
- SPD Ortsverein Riebelsdorf
- Unser Riebelsdorf e. V.

## Infrastruktur

### Backhaus
Das um die Mitte des 19. Jahrhunderts erbaute Backhaus ist noch in Gebrauch; etwa 20 Familien backen noch Brot und verkaufen es teilweise in Selbstvermarktung. Neben Brot werden auch Blechkuchen und Plätzchen gebacken. Das Backhaus ist eine Attraktion im Fremdenverkehr geworden. An Werktagen kann man gegen Voranmeldung beim Brotbacken auf alte Art zusehen und anschließend das Brot probieren.

### Modellflugplatz
Auf einer Kuppe, dem Sprenzig, auch genannt Höhe 309, oberhalb des Dorfs besteht ein vom Modell-Flieger-Club Riebelsdorf eingerichteter und betriebener Modellflugplatz, der Starts und Landungen in alle Himmelsrichtungen zulässt.

### Knüllwaldbahn-Radweg
Mit der Eröffnung der Knüllwaldbahn von Treysa nach Bad Hersfeld am 31. Juli 1907 wurde Riebelsdorf Haltepunkt an dieser Strecke. Am 1. Juni 1984 wurde der Personenverkehr auf der Strecke zwischen Oberaula und Treysa eingestellt, am 31. August 1995 auch der Güterverkehr. Im Sommer 2007 begann auf der ehemaligen Bahntrasse der Ausbau des ersten Abschnitts des Knüllwaldbahn-Radwegs (R11) (Teil des Europaradwegs D4) neun Kilometer von Riebelsdorf bis zur Lenzenmühle bei Kleinropperhausen, der im April 2008 zur Benutzung freigegeben wurde. Im September 2009 wurde auch das Teilstück von der Lenzenmühle bis Wahlshausen freigegeben.